# Аджибадем Сити Клиник Болница Токуда
Аджибадем Сити Клиник УМБАЛ Токуда е най-голямото лечебно заведение в България, построено и развито с частни инвестиции. Открита е през 2006 г. като част от здравната група на японския лекар и предприемач д-р Торао Токуда. От 2016 г. е част от най-голямата група лечебнни заведения в страната – Аджибадем Сити Клиник.
Болницата е разположена в София в южната част на кв. Лозенец на 27 хил. кв. м. площ (52 хил. кв. м. разгърната площ). Има разкрити 575 легла в 37 клиники и отделения, 3 медико-диагностични лаборатории, 22 операционни зали, хоспис, спешно отделение, център за клинични проучвания. Структурата на лечебното заведение е многопрофилна и предлага комплексна здравна помощ в почти всички медицински направления. На територията на болницата работи най-големият диагностично-консултативен център в страната – Аджибадем Сити Клиник ДКЦ Токуда.
В болницата работят общо 1300 души, като повече от 350 сред тях са лекари. Над 600 са професионалистите по здравни грижи. Средно всяка година се обслужват около 280 000 пациенти, раждат се над 900 деца и се извършват близо 13 000 операции.
От юли 2013 г. болницата е призната за Научна организация от Министерство на образованието и науката с възможности за провеждане на докторски програми и процедури за заемане на академични длъжности. Болница Токуда е носител на множество национални и международни отличия и награди.
Болница Токуда е част от най-голямата верига лечебни заведения в България – Аджибадем Сити Клиник, която включва 4 болници, 5 медицински центъра, над 2500 медицински специалисти, 700 от които лекари и 750 легла. Аджибадем Сити Клиник е част от здравната верига на Аджибадем – една от най-големите медицински структури в Турция. Глобално веригата е част от базираното в Малайзия публично дружество IHH Healthcare Berhad – световен лидер в предоставянето на висококачествени здравни услуги. IHH оперира в 10 страни (включително Малайзия, Сингапур, Турция, Индия, Китай, ОАЕ и др.), представена е с 52 болници и има над 30 000 служители.